# Green River (lied)
Green River is een in 1969 door John Fogerty geschreven lied van Creedence Clearwater Revival. Het was de tweede single van het gelijknamige album Green River.

## Covers en gebruik in de media
- Green River is te horen in de trailer van de film Taking Woodstock. Ook werd het gebruikt voor de computerspellen Rock Band en Grand Theft Auto: San Andreas.
- Green River is door meerdere artiesten gecoverd, waaronder Mary Wilson (ca. 1980), Alabama (1982), The Minutemen (1984) en Bill Wyman's Rhythm Kings (1997).